# Jenny Olsson
Jenny Karin Olsson (Stoccolma, 14 luglio 1979 – Östersund, 15 aprile 2012) è stata una fondista svedese.

## Biografia
In Coppa del Mondo esordì l'11 marzo 1998 a Falun (65ª) e ottenne l'unico podio il 27 novembre 2001 a Kuopio (3ª).
In carriera prese parte a un'edizione dei Giochi olimpici invernali, Salt Lake City 2002 (22ª nella 10 km, 39ª nella 15 km, 35ª nell'inseguimento, 12ª nella staffetta), e a tre dei Campionati mondiali (5ª nella staffetta a Val di Fiemme 2003 e nella 15 km a Oberstdorf 2005 i migliori risultati).
Morì nel 2012 all'età di 32 anni a seguito di un tumore del seno.

## Palmarès

### Coppa del Mondo
- Miglior piazzamento in classifica generale: 24ª nel 2003
- 1 podio (a squadre[2]):
  - 1 terzo posto